# Cervaphis echinata
Cervaphis echinata är en insektsart som beskrevs av Hille Ris Lambers 1956. Cervaphis echinata ingår i släktet Cervaphis och familjen långrörsbladlöss. Inga underarter finns listade i Catalogue of Life.